# Диспергирующая среда

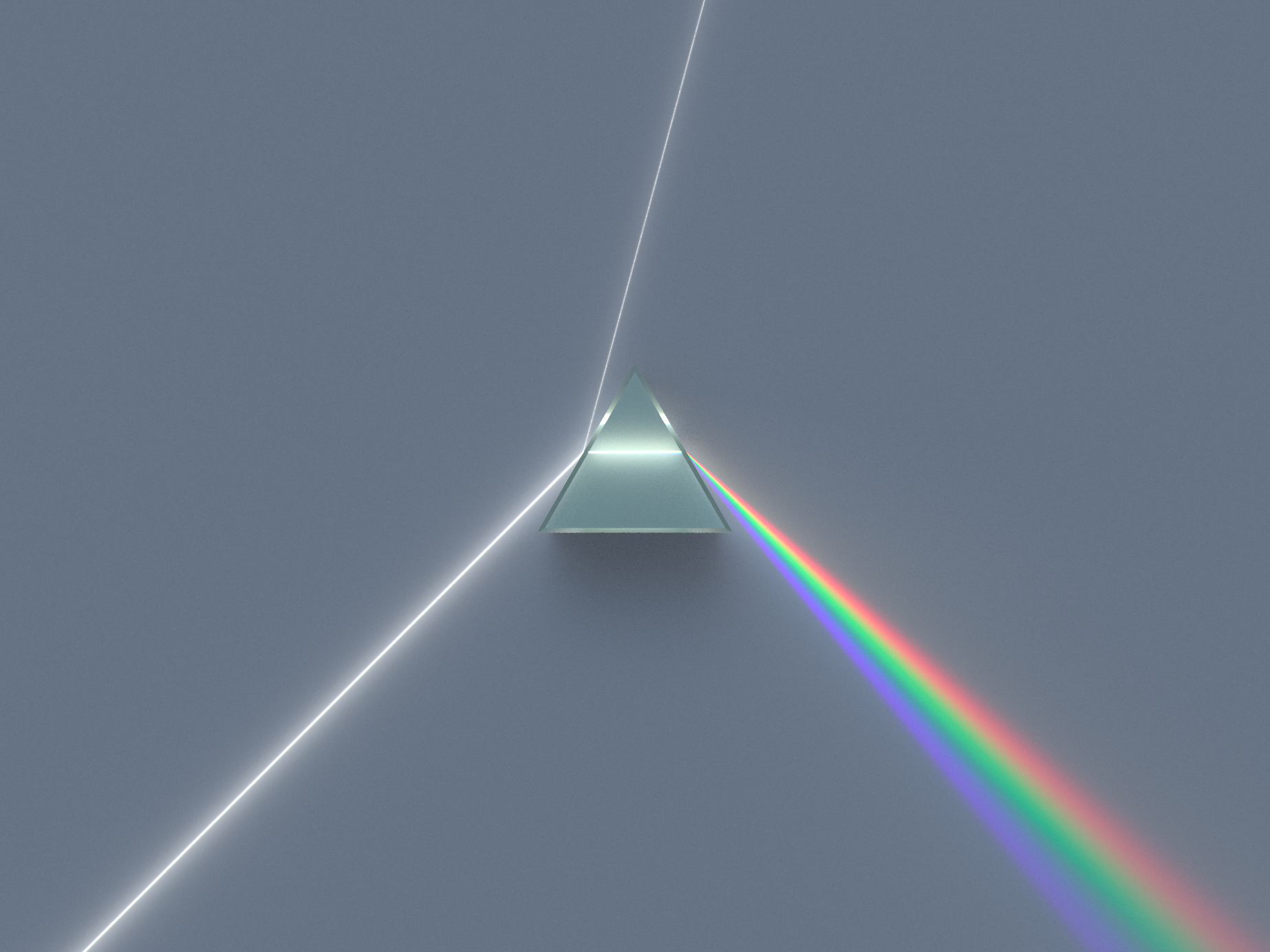
Дисперсионная призма

Диспергирующая среда или дисперсионная среда (англ. dispersing medium) — среда, свойства которой зависят от круговой частоты (частотная дисперсия) и волновых векторов (пространственная дисперсия) возбуждаемых в ней волновых полей.
При описании диспергирующей среды уточняют, какое именно свойство зависит от круговой частоты или волнового числа. В диспергирующей среде наблюдается ряд специфических явлений, которые обусловлены сложным механизмом взаимодействия поля и среды.
Различие скорости распространения различных частот в диспергирующей среде, приводит к возникновению фазового сдвига между разночастотными компонентами поля.
По мере распространения в диспергирующей среде импульса поля, его форма изменяется

## Примеры
- Волны на поверхности жидкости